# Siika-Kämä
Siika-Kämä eller Siikakämä är en sjö i Finland. Den ligger i kommunen Rovaniemi i landskapet Lappland, i den norra delen av landet, 700 km norr om huvudstaden Helsingfors. Siika-Kämä ligger 176,5 meter över havet. Den är 9,58 meter djup. Arean är 1,72 kvadratkilometer och strandlinjen är 11,62 kilometer lång. Sjön  ingår i Simo älvs huvudavrinningsområde. 